# Thumersbach
Thumersbach (Zell am See-Ost) ist ein Stadtteil von Zell am See, hat 1109 Einwohner (Stand 1. Jänner 2024) und liegt am östlichen Ufer des Zeller Sees.
Der Stadtteil ist der Sonnenplatz von Zell am See und wurde daher schon in früheren Zeiten gerne als Sommerfrische gewählt. Auch heute ist Thumersbach bei Einheimischen und Touristen ein begehrter und nobler Wohn- und Urlaubsort. Durch Baulandsicherungsmodelle und anderen Wohnbauprojekte befindet sich dieser Ortsteil derzeit im Wachstum und Aufschwung.

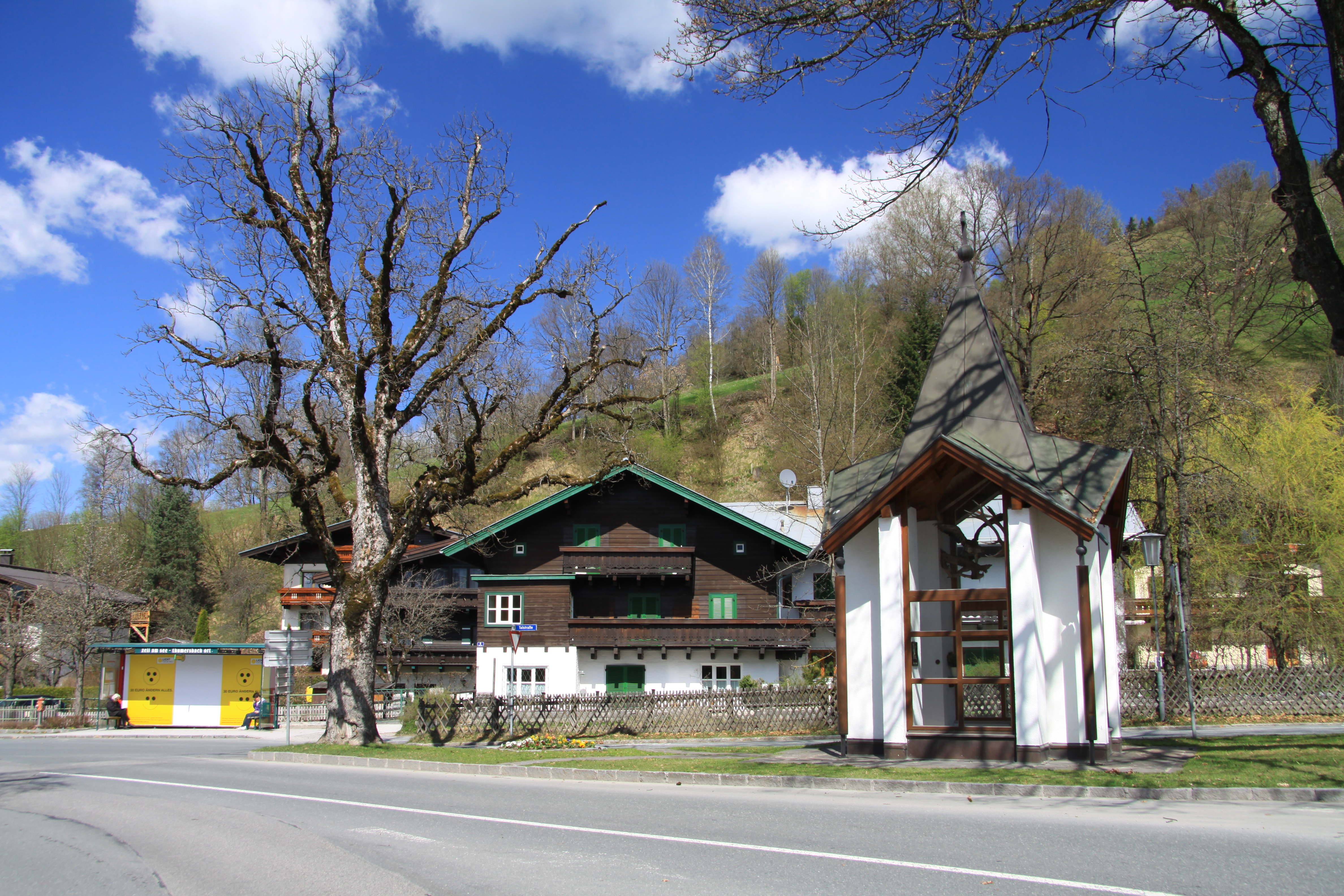
Hubertuskapelle
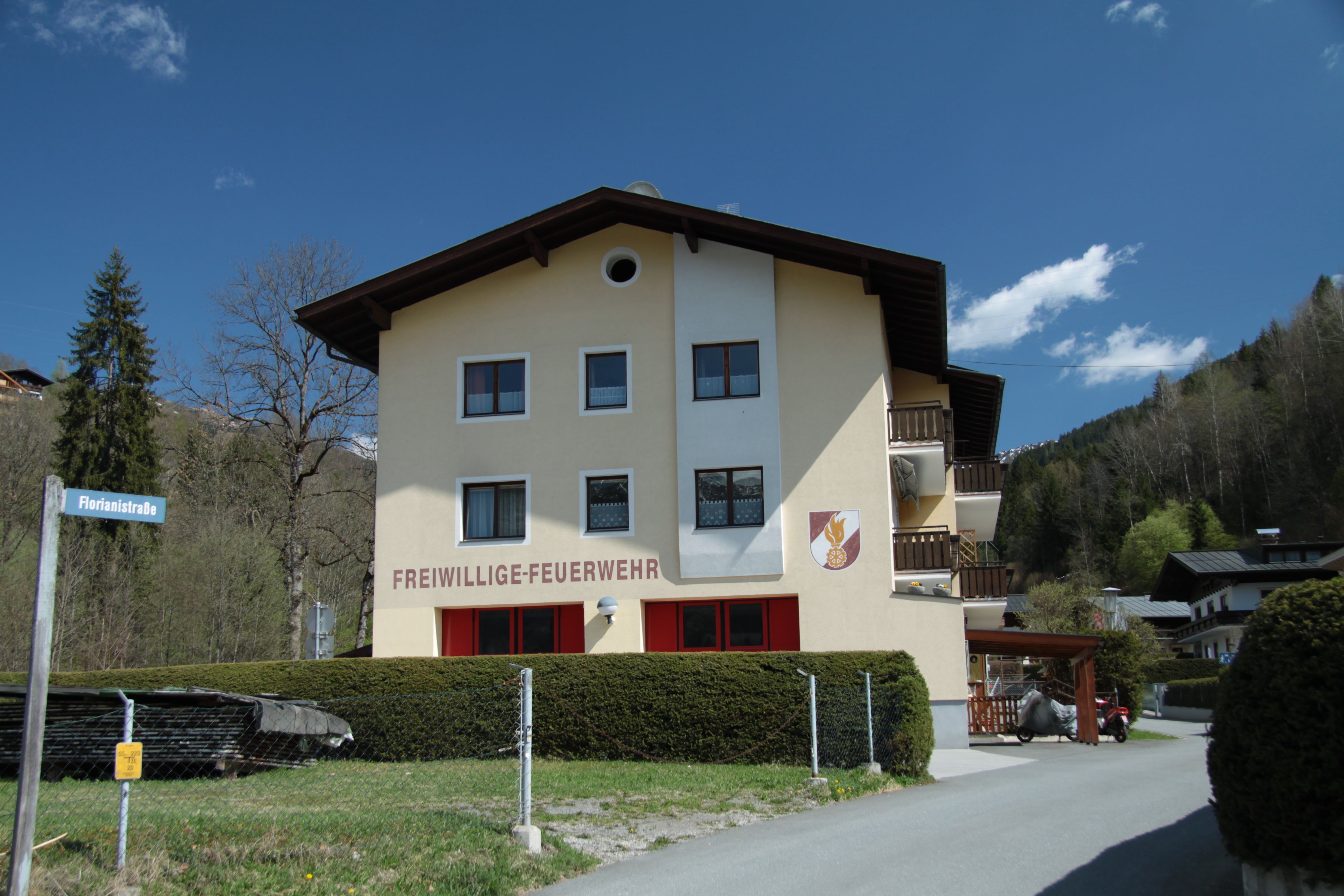
Freiwillige Feuerwehr
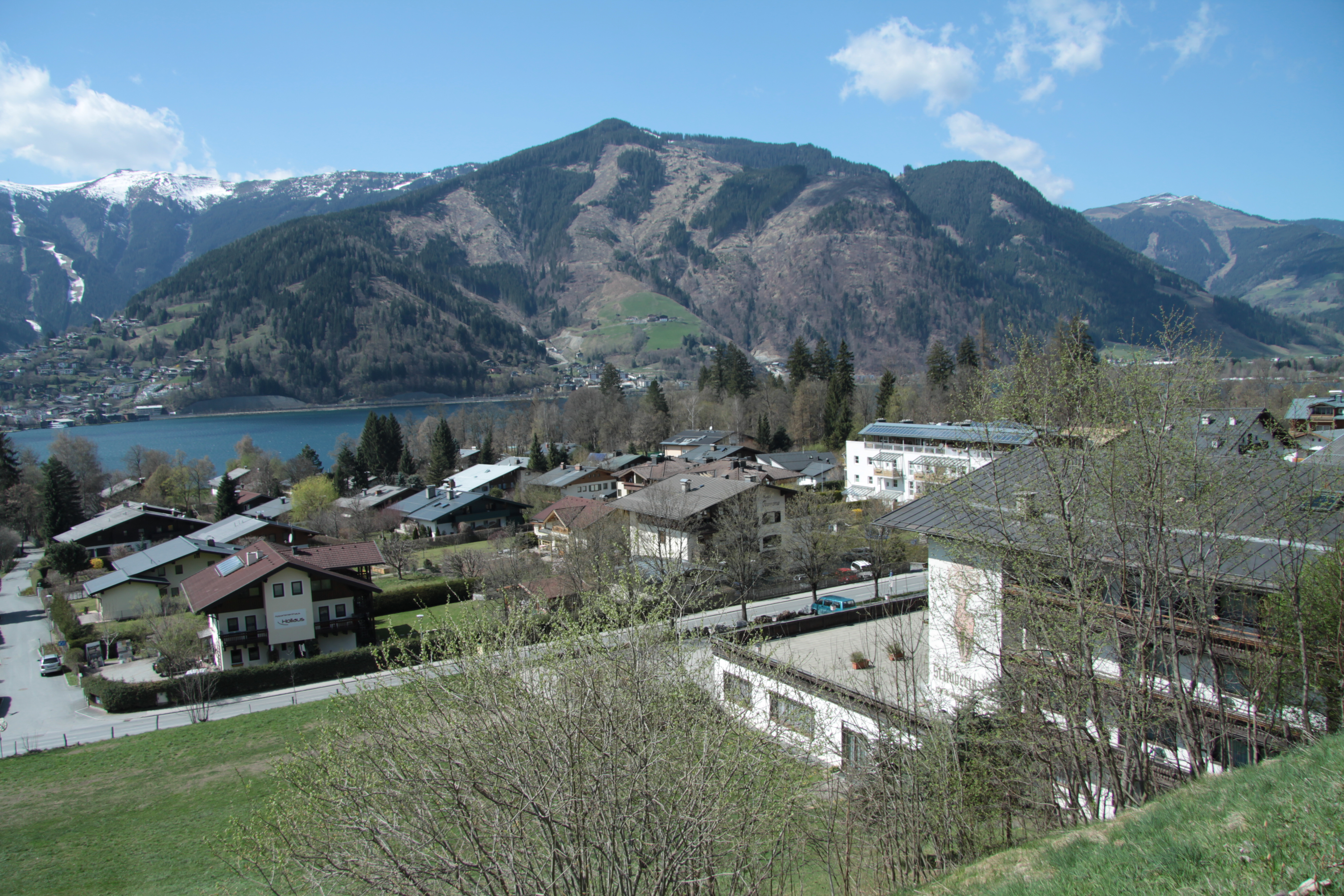
Thumersbach gegen den Wankrautkopf (1762 m)
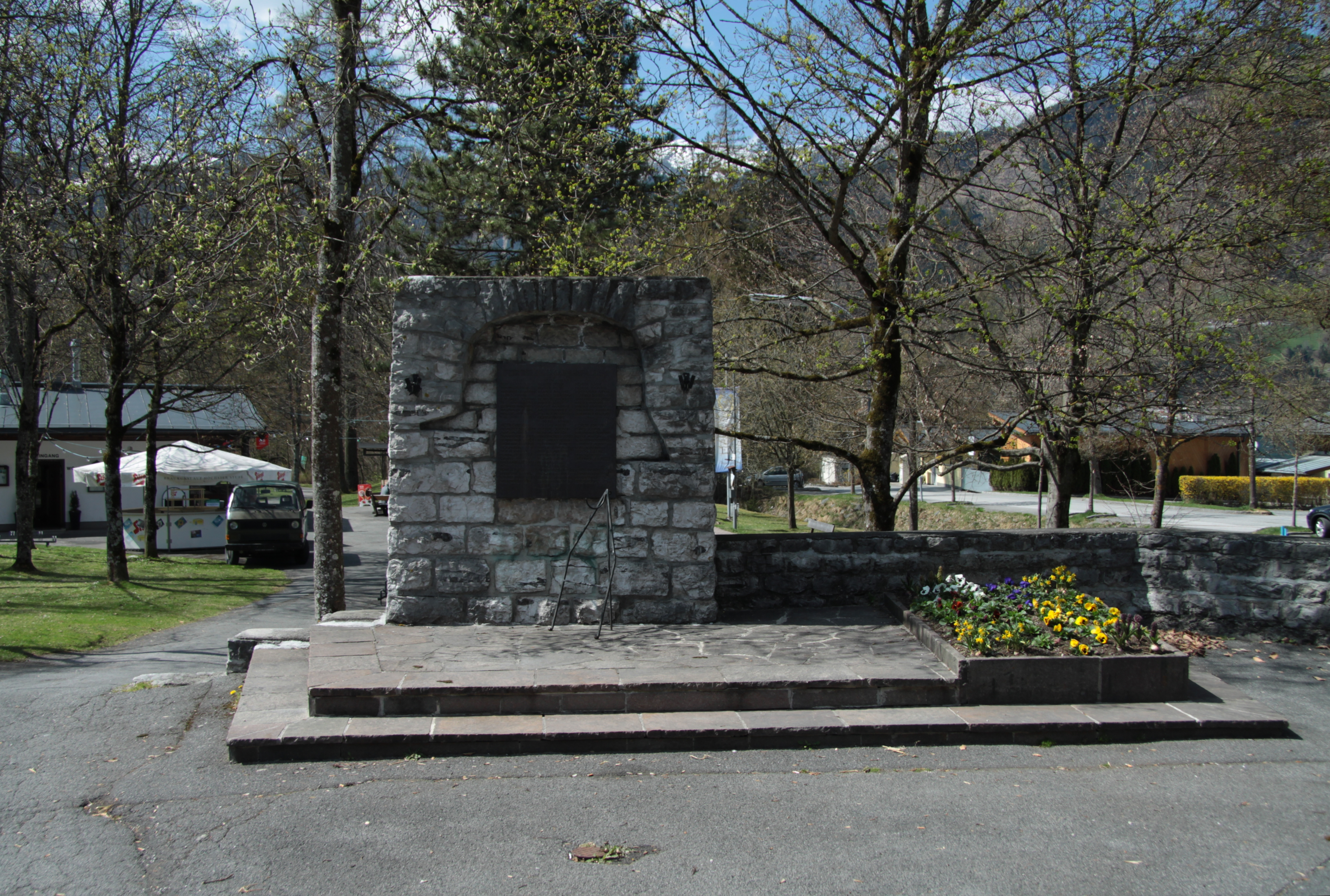
Kriegerdenkmal
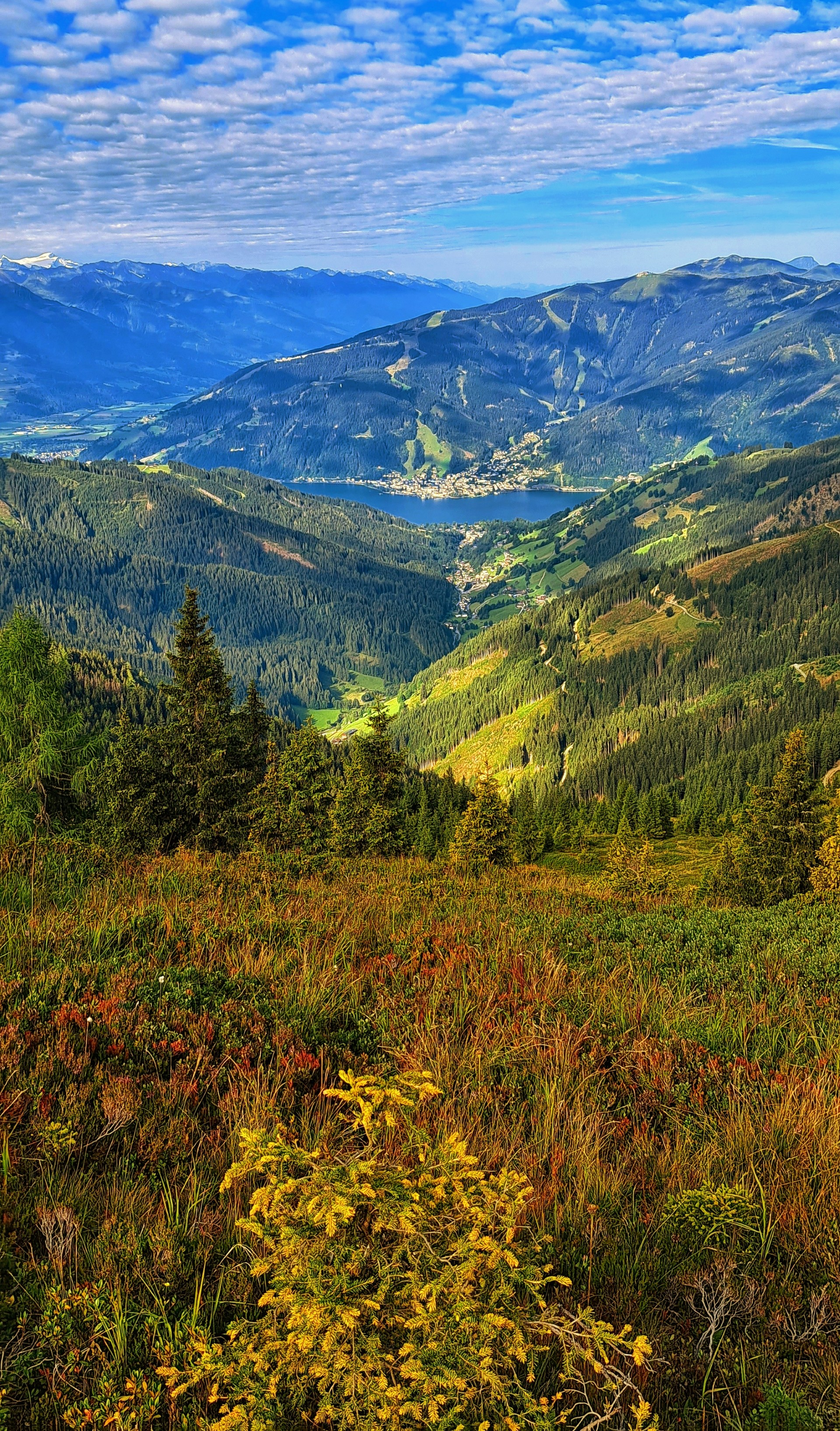
Ausblick vom Hundsteinweg

## Geografie
Thumersbach gründet auf einem vom gleichnamigen Bach über die Jahrhunderte aufgeschwemmten Schüttkegel am Ostufer des Zeller Sees. Die Hausberge sind der 2117 m hohe Hundstein der sich ganz im Osten, und die 2011 m hohe Schwalbenwand, die sich im Norden des Ortsteils befindet. Der Ort ist ausschließlich über die Thumersbacher Landesstraße L247 erreichbar. Diese besonders geschützte Lage zwischen dem See im Westen und Bergen im Norden und Osten ist es zu verdanken, dass die Sonnenhänge in Thumersbach Gunstlagen sind und dass sich in diesem Ortsteil eine Vielzahl altehrwürdiger Bergbauernhöfe befindet, von denen auch heute noch die meisten bewirtschaftet werden.

## Nachbarortschaften
|             | Maishofen                                   | Maria Alm |
| Zell am See | Kompassrose, die auf Nachbargemeinden zeigt | Dienten   |
| Schüttdorf  | Bruck an der Großglocknerstraße             |           |

## Wirtschaft und Infrastruktur
Im Stadtteil Thumersbach befindet sich mit dem Allgemeinen öffentlichen Krankenhaus Tauernklinikum Zell am See einer der größten Arbeitgeber im Bezirk Zell am See. Das Klinikum gehört zur Gesundheit Innergebirg GmbH, die wiederum der Stadtgemeinde Zell am See gehört.
Durch die gute Lage am Zeller See und der Nähe zum Skigebiet Schmittenhöhe gibt es zahlreiche Restaurants und Berggasthöfe sowie Pensionen, Appartements und Hotelbetriebe.
Zudem verfügt der Ort über einen belebten Dorfplatz mit Nahversorger, einem Kaffee, einer Bankstelle der Raiffeisenbank, einem eigenen Kulturzentrum im ältesten Gebäude Thumersbachs, dem denkmalgeschützten Lohninghof (Listeneintrag), und einigen anderen Dienstleistungsbetrieben.

## Verkehr
Der Ort ist ausschließlich über die Thumersbacher Landesstraße L247 erreichbar, die sich in der Nord-Süd-Richtung entlang des Ostufers entlangzieht.

### Öffentliche Verkehrsmittel
Es gibt eine gute Busanbindung durch den Stadtbus Zell am See-Thumersbach Linie 70, der im 30-Minuten-Takt verkehrt. Über den Seeweg ist Thumersbach über die Seeschifffahrt während der Öffnungszeiten (Mai bis September) mit den vier Anlegestellen Sonnhof, Bellevue, Kurpark Thumersbach und Seecamp-Prielau angebunden.

## Bildungseinrichtungen
- Kindergarten Thumersbach
- Volksschule Thumersbach

### Weitere öffentliche Einrichtungen
- Wirtschaftshof  Thumersbach
- Freiwillige Feuerwehr-Löschzug Thumersbach
- Strandbad Beach Club Thumersbach
- Kurpark (Naherholungsraum am See)
- Eisschützenbahn
- Tennisplätze

## Sehenswürdigkeiten

### Kirchen und Kapellen
- Filialkirche St. Sigismund (Denkmallisteneintrag)
- Hubertuskapelle
- Herz-Jesu-Kapelle beim Mitterberghof

### Museum/Ausstellung
- Kulturzentrum Lohninghof mit seiner Dauerausstellung „Traum & Wirklichkeit“ des österreichischen Malers und Schriftstellers Alfred Kubin
- SkulpturPark Thumersbach (Zeitgenössische Kunst aus Holz, Stein und Metall)[4]

## Erlebniswege/Wanderwege
| Wanderwegnummer | Bezeichnung des Wanderweges                                |
| Nr. 80          | Hundsteinweg                                               |
| Nr. 81          | Schönwieskopfweg                                           |
| Nr. 82          | Schwalbenwandweg                                           |
| Nr. 83          | Unterer Schwalbenwandweg                                   |
| Nr. 84          | Thumersbacher Kammweg                                      |
| Nr. 85          | Waldheimweg                                                |
| Nr. 86          | Bergbauernweg                                              |
| Nr. 87          | Schwalbenwand-Kammweg                                      |
| Nr. 88          | Unterer Schwalbenwand-Kammweg                              |
| Nr. 89          | Erlhofplattenweg                                           |
| Nr. 90          | Thumersbacher Höhenpromenade mit dem „Guestbook“-Themenweg |
| Nr. 91          | Waldpromenade                                              |
| Nr. 92          | Zustieg Maishofner Höhenweg                                |